# Spathodus
Рід налічує 2 види риб родини цихлові.

## Види
- Spathodus erythrodon Boulenger, 1900
- Spathodus marlieri Poll, 1950